# Дурягин, Иван Николаевич
Иван Николаевич Дурягин (род. 10 декабря 1953) — российский политический деятель, депутат Государственной думы второго созыва

## Биография
Окончил Ленинградский политехнический институт имени М.И. Калинина, инженер-металлург; Институт профсоюзного движения при Академии труда и социальных отношений. Воинскую службу проходил на Дальнем Востоке. Воинское звание капитан. Женат, дочь Ирина.
Работал в Иркутском Областном комитете Горно-металлургического профсоюза России.
В 1995—1999 годы — Депутат Государственной Думы второго созыва. Был членом Комитета Государственной Думы по экономической политике.
С 2000 года — технический инспектор труда Центрального Совета Горно-металлургического профсоюза России.
Имеет правительственные и профсоюзные награды.